# Reticopsis
Reticopsis är ett släkte av insekter. Reticopsis ingår i familjen dvärgstritar.
Kladogram enligt Catalogue of Life:
| Reticopsis | \| \| Reticopsis nubila \| \| \| \| \| \| Reticopsis udrobates \| \| \| \| |
|            | \| \| Reticopsis nubila \| \| \| \| \| \| Reticopsis udrobates \| \| \| \| |
|            | Reticopsis nubila                                                          |
|            |                                                                            |
|            | Reticopsis udrobates                                                       |
|            |                                                                            |